# Susann Schenk
Susann Schenk (obersorbisch Susann Šenkec, * 1976 in Dresden) war von 2016 bis 2023 Vorsitzende des Stiftungsrates der Stiftung für das sorbische Volk. Von 2008 bis 2018 arbeitete sie für die Föderalistischen Union Europäischer Nationalitäten (FUEN) mit Sitz in Flensburg, seit 2013 als deren Generalsekretärin.

## Leben
Susann Schenk ist eine Lausitzer Sorbin und wuchs in Bautzen und Merka auf. Im Anschluss an ihr Abitur am Sorbischen Gymnasium Bautzen studierte sie in Leipzig und Dresden. Ihren Abschluss machte sie als Diplom-Kommunikationswirtin an der Universität der Künste Berlin.
Unter ihrer Leitung eröffnete die FUEN 2014 das Kontor des Hauses der Minderheiten in Flensburg und 2015 das Europa-Büro in Brüssel sowie die Vertretung der FUEN und der Arbeitsgemeinschaft deutscher Minderheiten in Berlin. Seit 2015 war Schenk Mitglied des Stiftungsrates der Stiftung für das sorbische Volk und seit 2016 dessen Vorsitzende. Zu ihrem Nachfolger wurde im Mai 2023 Marko Kowar gewählt.
Schenk hat vier Kinder und lebt mit ihrer Familie in Oxlund.